# 死刑存廢問題
死刑存廢問題是關於死刑存與廢的爭議性討論。死刑是國家基於法律所被賦予的權力，剝奪被判處死刑者的生命的刑罰制度，使被判處死刑者死亡。由於當代對人權、文明發展和實效的重視，剝奪生命權的合理性受到爭議，因此死刑存廢成為有爭議的公共政策，而絕大多數人對保留對殺人犯的死刑有著強烈的共識；而終止此種以國家權力剝奪生命的刑罰制度的主張，稱為廢除死刑，在中文語境中，又簡稱廢死，例如台湾废除死刑推动联盟，就簡稱「廢死聯盟」。
主張廢除死刑者常以「死刑是殘忍的刑罰制度」、「生命權不可回復」、「死刑冤獄造成的問題比其他刑罰的冤獄嚴重許多」及「死刑對殺人缺乏更強嚇阻效果，因此根據憲法比例原則，死刑可能超過最小侵害性」等出於人權的理由，主張廢除死刑，而死刑無助治安、缺乏更強嚇阻效果的看法也有部分量化數據研究的支持；然而，亦有許多支持死刑對殺人有更強嚇阻效果的犯罪研究與統計數據持續出現，包括一些主張廢除死刑者的量化數據。因此就現階段而言，一般認為死刑嚇阻效果不明確——即死刑可能無助治安，但不能否定死刑可能有助治安，換言之，死刑可能確實對殺人有更強的嚇阻效果，可以保護更多人不被殺害；且謀殺再犯仍然存在，實務上有多個殺人犯刑滿出獄或在假釋、探監等時期，甚至在監獄再次犯下殺人罪的例子；此外，有理由認為受害者家屬權益和死刑存廢相關，而且研究也顯示對相當一部份謀殺受害者家屬而言，死刑確實有撫慰效果，推動廢除死刑讓一些謀殺案受害者感到很受傷；而盡管一些主張廢除死刑者認為，廢死和寬恕有別，但也有觀點認為廢死很難與寬恕區分，或認為廢除死刑就是原諒罪大惡極的殺人犯。因此，現階段死刑存廢依舊是個有爭議性的話題。
死刑的存廢政策各地不同，歐洲、美洲和大洋洲的國家大多廢除死刑，歐盟及其成員國根据《歐洲聯盟基本權利憲章》第二條，明定禁止執行死刑，在美國，聯邦政府、28个州及美军保留死刑，另外22個州和首都华盛顿哥伦比亚特区則廢除死刑。；亞洲國家則大多維持死刑；在非洲，許多國家維持死刑，但長期不執行死刑。聯合國大會多次通過無約束力之決議，呼籲各國停止並最終廢除死刑；「兩公約」雖然強烈建議廢除死刑，但「兩公約」本身實質上並未要求廢除死刑。

## 死刑爭議史

### 古代及中世
罗马共和国最后100年，法律上虽然有死刑，但是实际上并未执行（但在鎮壓斯巴達克斯起義後，克拉蘇將約六千名俘虜沿著阿庇亞大道釘在十字架上）。唐朝天宝时期亦有废除死刑之研究。公元747年正月，唐玄宗李隆基颁布了《南郊推恩制》，宣布除削绞、斩之条, 从而在制度上正式提出废除死刑。虽然安史之乱爆发后，死刑很快得到恢复，但这是中国刑法史上唯一一次在制度上废除死刑的实践。在1395年的英国，一个公共抗议陈述為罗拉德派的十二点结论（The Twelve Conclusions of the Lollards）所采纳，該論述的第十條結論提到說：「沒有神職人員能找到經文根據或合理的理由，在將一項罪惡處以死刑的同時，不將其他的罪惡也處以死刑」。1516年出版的托马斯·莫尔《乌托邦》就曾争议死刑的益处，但无结论。

### 近現代
1764年，意大利犯罪学家贝卡利亚所著的《犯罪与刑罚》就针对非正义、社会政策、死刑及酷刑进行分析。受此书影响，神圣罗马帝国的利奥波德二世，就曾在托斯卡纳大公国废除死刑，此是近代历史上第一个永久废除死刑的地区。1786年11月30日，利奥波德二世公布刑法典修正案，其中明确废除死刑，并命令捣毁其领域内的所有死刑刑具。2000年，意大利托斯卡纳区区政府规定每年的11月30日为该事件的纪念日，该日也被世界上300个城市以“生命城之日”（Cities for Life Day）的名义纪念。
法國大革命以後，在不能無視人權的社會風潮中，開始了有關死刑的妥當性的議論。某些人提出“犯罪者也有人權，死刑本身是殘虐的刑罰，死刑無異是國家殺人”或「若死刑無助治安，那麼根據比例原則，就不該對保留殺人犯處死刑的可能」等作為應該廢除死刑的論據。某些人也提出死刑對壓抑犯罪的效果、受害者的心情、死刑對正義的意義與重要性等，作為不應廢除死刑的論據。
在近現代，由於要運作民主主義這種新的社會形態，各種重要的要素的探索、建構開始進行，死刑問題也基于这些要素（總稱為人權）被加以說明。如果司法上的限制過弱，社會會變得混亂；過強，則個人的各種權利也會受到壓迫，結果，社會整體會陷入危險。因此，即使現在，司法限制和個人權利之最適當的權衡仍繼續進行，像比例原則就是法律上出於人權保障目的而訂出的司法原則。特別是二次大戰以後，個人權利被社會的限制所凌駕，也受指責成戰爭的原因之一。大眾較偏向在個人權利上作出權衡，這也是戰後廢除死刑國家増加的原因之一。在科學研究上，可發現化學污染如鉛污染和基因突變與暴力犯罪明顯相關，歐洲在13世紀至1994年的各類致死酷刑減少、殺人案也減少，美國一部分的研究也顯示，死刑對暴力犯罪的影響在最樂觀估計下也極小，影響力遠不如讓惡劣環境生活的婦女墮胎，一些說法認為，比起死刑存在與否，其他的各種社會變因，如經濟狀況等，對謀殺犯罪率影響更大；但另一方面，也正是因為生命權是人權中至為重要的一部份，因此即使影響再小，只要死刑本身有助抑制謀殺，那就必須考慮保留死刑的可能性；而在1970年代後，許多基於謀殺犯罪數據量化都指出，死刑確實有助減少謀殺，這其中包括Naci Mocan等傾向廢除死刑的人的研究，也包括對過去死刑嚇阻效果研究的後設分析；況且相關不蘊含因果，因此歐洲在13世紀至1994年的各類致死酷刑減少、殺人案也減少這點，不代表取消致死酷刑是殺人案減少的原因。
綜合上述各種論述，不能斷定死刑無助治安，更不能斷定死刑不能減少謀殺，而廢除死刑導致治安惡化、謀殺率上升的可能性確實存在。
1849年，罗马共和国废除死刑，其宪法也是世界上第一个明确规定废除死刑的宪法。隨後，委内瑞拉亦於1863年宣布废除死刑。1865年，圣马力诺废除死刑，该国最后一例死刑执行案例发生于1468年。在葡萄牙，根据其1852年、1863年的立法，死刑于1867年在该国告终。
二戰後，廢除死刑的國家增加。聯邦德國在二戰後不久就廢除了死刑，但刑法有關死刑部分則遲至1953年修為無期徒刑。有證據顯示，聯邦德國的廢死，最早來自右翼政黨的提案，原先目的並非是一般罪行的兇手，而是企圖阻礙盟軍對戰犯執行死刑；但實際上廢死並無影響戰犯的處決，也被認為無法對其法院有拘束力，所以相關處決則持續到1951年。詳情可見德國死刑制度一文。
英国在1965年进行了一项五年实验，根據其1965年通過的法案，謀殺將不再被處以死刑。（叛国、暴力海盗行为、對皇家船塢縱火、以及战争时期的军事犯罪仍然有死刑之適用），而本法案最後於1969年確定為永久法案。英國最后一次死刑执行是在1964年。1998年時，英国宣布废除所有和平时期的死刑。1976年，加拿大废除死刑；1981年，法国废除；1985年，澳大利亚废除。1977年，联合国大会通过一项正式决议，希望“全世界能逐步限制可能適用死刑的犯罪數量，并以逐步达到废除死刑為目標。”
美國法律協會過去長期支持死刑，但在2009年檢討後認為，美國在將死刑的執行與應用合理化上，有「難以克服的制度和結構上的障礙」，而轉向不支持死刑。
雖然部分國家因宗教信仰、社會價值觀的緣故而逐漸浮現反死刑的思想，但在許多國家，一般人民依舊較支持死刑的使用，即使在已廢死刑一段時日的歐洲國家亦然。但歐洲各國，除白俄羅斯法律上保留死刑，還有超過二十年未執行的俄羅斯外，今日已经全面廢除死刑。在羅馬尼亞，廢除死刑也曾引發民眾抗議，在1990年1月7日，羅馬尼亞前獨裁者齐奥塞斯库夫婦被處決后不久，救国阵线的领导人以法令废除了死刑，而這引發了一系列要求恢复死刑的抗议活動，這是因為一些罗马尼亚人认为，这是前共产党人逃避惩罚的一种方式所致。
由於死刑存廢與否和犯罪率高低關係，至今尚未有足夠數量的直接而顯著的社會科學研究足供佐證，因此死刑存廢課題直到今天，仍被認為是沒有對錯的純粹價值觀的爭論，有時甚至被認為是歐美挾帶其固有價值觀，強制其他文化體系接受的例證之一，盡管犯罪學者的共識是死刑無助治安，但支持和反對死刑有更強嚇阻效果的量化研究皆存在；而死刑支持者，也經常認為主張廢除死刑的人，並未顧及受害者的感受，而「如果今天你家人被殺，你還會不會主張廢死？」或類似的問題，也經常被死刑支持者用以論證死刑對於受害者及其家屬的必要性，而有鑑於同理心在任何公共政策和司法正義的實現中都扮演一定的角色之故，因此不能輕易否定這類問題的合理性。

## 論點

### 辦案
- 支持死刑

1. 死刑帶來對死亡的恐懼，可做為認罪協商的工具。[27]
2. 犯罪的高風險人員可能會因為死刑帶來的恐懼，進而失去重大犯罪的可能。

- 反對死刑

1. 嫌疑人可能為死刑帶來的死亡的恐懼所迫，做出與事實不符的證詞。
2. 被執行死刑也意味著證據被消滅。

### 誤判與冤獄
- 支持死刑

1. 死刑的冤獄率低於其他刑罰，在嚴謹的司法與週全的程序下發生冤死的機會極低。
2. 任何審判與刑罰皆存在誤判與冤獄，死刑的存在有其獨特意義和功能，因為冤案錯殺的可能性而廢除冤獄率較低的死刑是因噎廢食。
3. 支持死刑不代表容許司法程序不完備的存在。
4. 死刑有不可回朔的特性，因此死刑亦有強烈嚇阻犯罪的可能性。

- 反對死刑

1. 無論科學辦案與司法程序再如何周全，仍無法避免冤案[28]，如1997年的江國慶案[29][30]等。
2. 死刑剝奪受刑人的生命權，最為嚴重。其他刑事冤案當事人還能獲得補償，死刑完全沒有補救之機會。[31][32]
3. 現行司法仍存在有罪推定、群體歧視、恣意定罪、對於被告、嫌疑者的權利與程序的保障不夠週全等問題。[33]

### 人權
- 支持死刑

1. 刑罰應基於保障全體社會共同福祉權益、社會安全的運行，而非單純從犯罪者的角度出發。[34]
2. 死刑比無期監禁更合於人道，且執行前會先麻醉且過程不公開。[34]

- 反對死刑

1. 死刑違反人權及人性尊嚴。[34][31][35]
2. 反对死刑者认为，因为生命权与自由权和财产权不同，生命非有即無，無法「限制」，且生命权是一切自然权利之基础，是國家所該給予人民的最低保障，因此政府无权剥夺任何人之生命权。[36]

### 受害者與加害者親族
- 支持死刑

1. 死刑能夠撫慰受害者遺族。[34][31]處罰和賠償固然不應當混淆，但實務上兩者之間並非完全涇渭分明的。
2. 部分廢除死刑的訴求包含寬恕，對受害者造成二度傷害。

- 反對死刑

1. 死刑是刑罰，受害者遺族不應該透過死刑來撫慰。[31][34]死刑也無法賠償受害者所受的侵害，對受害者遺族產生實質的幫助。
2. 受害者正當防衛與要求加害者賠償的權利不會因為死刑廢除而消失。[37]
3. 廢除死刑與寬恕無關。

### 功能
- 支持死刑

1. 對於犯下死刑的罪犯，悔改機會對他們有意義嗎？
2. 有其他刑罰提供教化功能，死刑另有其目的與功能。
3. 死刑具有其特殊意義，死刑犯的定義應該是被社會所定義不被接受悔改的罪犯。

- 反對死刑

1. 死刑剝奪罪犯悔改機會，現代刑罰重教化，非報復。[31][38]

### 隔離與嚇阻
- 支持死刑

1. 人性大多怕死，同時也確實有相當數量的重罪犯已經對於普通刑罰麻痺，不能否認死刑嚇阻潛在犯罪者的獨特效果。
2. 相當數量的研究與量化數據支持，死刑較其他刑罰具嚇阻力，有其預防犯罪之功能。
3. 死刑能永久隔離罪犯，[30][31]其他終身監禁不得假釋的刑罰不能擔保，未來不會因任何原因（包括但不限於赦免、假釋、減刑）而被放出來，或脫逃而繼續犯罪，再次侵犯他人的生命、身體、財產、自由等權利。

- 反對死刑

1. 廢除死刑後，仍有無期徒刑、有期徒刑等其他刑罰來對犯人實施懲罰、賠償對被害人與社會的損害。[39]
2. 死刑不比無期徒刑更有嚇阻力。提高破案率和定罪率、破除僥倖心態較有嚇阻犯罪的效果[31] 。沒有確實的數據表明死刑比無期徒刑更有用。[30]
3. 死刑非唯一隔離犯人的方法[31] ，若法治運作良好，終身監禁不給假釋也有將重罪者與社會隔絕的效果。[34]以懲罰角度檢視，被判處長刑期或終身監禁者須長期或終身被監禁與社會隔離而被剝奪自由與承受罪惡感，對部分人來說更具威嚇效果。[40]

### 成本
- 支持死刑

1. 死刑只需一次執行，成本比起需耗費龐大監禁費的無期徒刑低。[30][31]
2. 死刑犯個人所犯罪後果的成本，包含監禁費用不應由公民負擔。

- 反對死刑

1. 刑罰不應以成本作為考量，且死刑為求周全人權保障，司法程序會較為嚴謹，有時程序費用不一定較終身監禁不得假釋低。[41][30]
2. 犯罪的發生除個人可控之行為外，也與社會環境、制度、人群相處、經濟狀況等息息相關，故社會對犯罪的發生應負起連帶責任。[42]且犯罪者也會透過勞動養活自己、及賠償受害者，並非全由納稅人負擔。

### 法治精神
- 支持死刑

1. （於有死刑的國家或地區）現行法律有死刑的制度與司法所作的死刑判決，不執行為違反法治精神。[43]

- 反對死刑

1. 质疑死刑这一法律不代表要求在死刑未被废除前不执行死刑判決，因此若以不執死刑違反法治精神为由反对废除死刑（而非在有死刑判決的情况下不执死刑）的话，即为打稻草人的逻辑谬误。

### 國際趨勢
- 支持死刑

1. 美國、日本為先進國家，但仍然維持死刑。
2. 國際趨勢不能算是理由，因為其他人怎麼做而跟著做，是一種缺乏獨立思考、人云亦云的表現，為訴諸新潮的謬誤。
3. 兩公約雖鼓勵廢除死刑，但仍未直接禁止死刑，尤其是公政公約第6條第2項：凡未廢除死刑之國家，非犯情節重大之罪，且依照犯罪時有效並與本公約規定及防止及懲治殘害人群罪公約不牴觸之法律，不得科處死刑。死刑非依管轄法院終局判決，不得執行，其實一定程度上允許死刑對於重大犯罪者的執行。
4. 截至2022年底，已有部分國家恢復死刑，全球目前已有130個國家擁有死刑制度，並且在2022年約有5個國家恢復死刑[哪個／哪些？]，來嚇阻危險份子。

- 反對死刑

1. 廢除死刑為國際趨勢，截至2020年底，全球已有108個國家完全廢除死刑（世界多數國家）、144個國家在法律上或實務上廢除死刑。
2. 一個國家無法置身於國際社會之外，國際趨勢也是國內政策訂定的重要參考。
3. 兩公約雖未直接禁止死刑，但仍鼓勵廢除死刑，尤其是公政公約第6條第6項：本公約的任何締約國不得援引本條的任何部分來推遲或阻止死刑的廢除。

### 民意
- 支持死刑

1. 民意固然不能用於剝奪或限制少數人權益，但與罪犯權益相關的事項仍可作為考慮，如國民法官制。死刑具民意基礎。在有死刑的國家或地區，多數公眾支持死刑（或是反對廢除死刑）。[34][31]
2. 不該因為不執行死刑就要將司法獨立而不受民意和政府以及憲法監督，司法固然該獨立，但司法獨立不是司法不受民意控制的藉口。

- 反對死刑

1. 民意不得作為侵犯基本權利的理由，包括以公投否定人權、強迫富人分財產、浮濫徵收土地或拆遷等。[44]
2. 司法應獨立於民意之外，為中立之裁判機關。

### 應報主義
- 支持死刑

1. 死刑合乎應報[31]，能讓殺人者付出相應的代價。[30]（殺人是死刑規定中經常適用的罪名）
2. 死刑較能給受害者公道。

- 反對死刑

1. 執行死刑無法回復受害者的性命，「殺人償命」的說法於現實上無法成立。
2. 現今的刑法不採取應報性理論，而是以預防、矯正、修復作為主要目標。[45]
3. 多數國家之死刑以外刑罰並未採取同態復仇式的方法。

## 理論探討

### 應報、生命價值及人權
人權一直都是死刑的焦點之一，甚至可以認為所有支持廢除死刑的論點，背後都牽涉殺人犯的生命權；而不同立場的人對死刑和人權之間的關係也爭執不休。一些看法認為，即使要廢除死刑，也不能單以無假釋無期徒刑了事，而應當給予肉刑等能確實造成身心痛苦的處罰做為配套措施才算公平；另外，雖然在法律上，死人不像活人一樣，享有投票或婚姻等權利，甚至中華民國的法律有「人之權利能力，始於出生，終於死亡」之類的條文；但一些法律制度，其目的是爲了保護死人的權利，因此不能簡單地認為死人完全沒有人權。
- 死刑支持者方面的觀點

1. 有支持死刑的論點認為，唯有死刑才是對謀殺者的公平處罰，也唯有如此，才能展現社會對於維護「不可殺人」原則的決心。對於某些罪大惡極者，唯有死刑是公義的，不將之處死會有損社會對生命保護的價值；而將死刑用在犯下殺了不只一個人、兒童謀殺、虐殺（Torture murder）或大規模殺人（Mass murder）等惡性重大的謀殺行為的謀殺者身上是尤其合理的。有些人認為對上述情況中的某些情況，不使用死刑是不義的。美國紐約法學教授羅伯特‧布來克(Robert Blecker)[47]強烈地支持此類觀點，他認為處罰的痛苦度必須和罪行成比例，並說讓犯下如此恐怖罪行的罪犯活著是不義的，即使判其徒刑也一樣。德國哲學家康德在《道德形而上学》中也有類似主張：「但是，如果他杀了人，他就必须死。这里没有任何抵偿物来满足正义，在一种（哪怕如此忧愁的）生命和死亡之间没有任何相似性，因此也不存在犯罪和报复相等，只有依法院判决对凶手执行死刑，但不能有任何虐待，虐待会使承受的人格中的人性变得令人憎恶。」[48]
2. 依宗教傳統及應報思想來看，「以牙還牙，以眼還眼」的同態復仇是正當的，故「殺人者死」；因此將罪犯處死是正當的。早期的法律如漢謨拉比法典深具此類特性。
3. 死刑支持者认为犯有谋杀罪的人不可饶恕，他的生命也是没有价值的，死不足惜。[49]
4. 應報和復仇不能簡單地等同，要求殺人者死，未必是復仇的表現。
5. 廢除死刑或保留死刑，和國家與國民是否有殺人犯心態是兩回事，甚至廢除死刑的國家也未必更加關心生命權，其政府與人民的心態也未必和殺人犯更不同，像法國在1981年在時任總統的密特朗的主持下廢除死刑，但同樣的國家之後在同樣總統的主政下，在1994年默許、放任、甚至力挺胡圖族政府發動盧安達大屠殺。[50]另外長期不執行死刑的俄羅斯，在2022年俄烏戰爭中也被指控犯下布查大屠殺等多項戰爭罪行。

- 死刑反對者方面的觀點

1. 同態復仇式的應報只是單純的報復，這导致了冤冤相报，故不應該被現代社會所容許。[37]
2. 有反對死刑的論點認為，應報只是復仇的另一種形式而已，人類情感上對復仇的渴望，不足以支持死刑；而且支持復仇會助長社會的殘暴風氣，司法與正義體系應當教導社會上的每一個人尊重任何人的生命，以教化代替復仇。
3. 死刑在現代社會不是與謀殺者罪行成比例的處罰，因為現代社會對其他的犯罪，不是以漢謨拉比法典和《聖經‧利未記》中的那種嚴格同態復仇的「以牙還牙，以眼還眼」的做法來處置，即侵害的法益與刑罰所剝奪的法益未必同一。[51]
4. 宣示善良人民的心態與殺人者不同。我們不以殺人犯的心態對待他人，我們尊重每一個生命，不論那個生命人格如何的扭曲和令人難以接受。[52]

### 社會契約論
- 死刑支持者方面的觀點

1. 堅持根據社會契約論，生命權不可讓渡、因此國家必須廢除死刑的看法，在現實應用上會碰到很多問題，這是因為在現實上，為了維護或促進公眾利益而不得不殺人的情境，是確實存在的；而任何法律的制定和廢除，都必然會牽涉到政府行政和司法的實踐，因此任何法律的存廢都不能完全根據理論，必須考量到現實，死刑存廢也不能只考慮應然，必須考慮現實，因為社會契約論或其他理論而廢除死刑，是沒清楚考慮現實、把未必可行的應然給強行實踐的作法。
2. 支持死刑方認為人們不反對國家為了他們自己而剝奪第三人的生命，所以契約中會存在著允許國家為了大多數人的利益（或危機解除）而剝奪特定第三人生命的條款[53]。

盧梭認為罪犯得以處死的理由是：
|  | 1. 在避免未知的危險前，先交託生命與主權者。個人為了避免被殺害，而同意自己破壞契約時要付出生命代價。 2. 破壞法律就不是公民，而是敵人，所以可以處死。 |

但盧梭在後文提到：
頻繁的刑罰是政府軟弱或懶惰的表現。每個過失者都可能在某些事物上成為有用的人。
如非他的饒恕意味著危險，他就不應被處死，哪怕是為了殺一儆百。
洛克認為犯罪行為應有其對應之處分，罪刑嚴重而有需要時可處以死刑。
如殺人犯損害的生命法益無法彌補，所以處以死刑是符合自然法的。
- 死刑反對者方面的觀點

1. 依據社會契約論，現代民主法治國家是由人民授權成立政府，人民藉由社會契約論決定國家權力的限度。社會契約論中，每一個社會成員放棄本身部分自由與財產（自然權利），以換取國家保障下完整的權利，但生命權不是人民可以主動讓渡的權利，所以國家也無從取得處置、剝奪人民生命的權力。人民只讓渡「部分」而非「全部」權利給國家，所以國家也只能部份的限制人民的自由與財產（自由刑、財產刑）而不得剝奪「全部」權利。反對死刑的學者以義大利學者貝卡利亞（Cesare Beccaria）、霍布斯為代表。貝卡利的主張大抵如前所述，而霍布斯則主張，國家存在的目的就是為了更完整的保護自己，如果國家反過來危害自己的生存，任何人都有權採取任何手段抵抗逃避（公民不服從）。
2. 不可讓渡的權利還包括人格權。若人格權能夠讓渡，將使人口買賣、奴役人格的契約、法令將能存在，這種荒謬的推論將會使國家實行奴隸或強迫勞動或歧視、多數暴力、壓迫少數群體也成為合理，甚至會造成人權、民主、文明的等人性基礎徹底崩盤。而所有容許死刑存在的解釋，即為容許國家剝奪人民的生命，而能藉此將人民變成被國家控制的牧羊，而使人民的權利遭到架空。
3. 洛克與盧梭處於死刑充斥全世界的社會環境下，可能會為了迎合當時的社會氛圍而做的論述。在當時全世界的國家，包括當時的歐洲幾乎都有死刑，沒有死刑的國家反而是少數例外。是以學者在解釋刑罰時，也有可能因現存現象而有所遷就。但時至今日，除了白俄羅斯外，其餘歐洲國家已全面終止死刑，世界上實施死刑的國家（36個）遠少於廢除死刑的國家（103個）。這些學者的理論是否能直接套在現代的環境，有必要再三思考。

### 廢除死刑與寬恕的關係
一些主張廢除死刑的人認為，廢除死刑與寬恕無涉、認為廢除死刑不是要原諒罪大惡極的殺人犯；然而，由於廢除死刑在實質效果上與對死刑犯全面減刑的相似性、概念上減刑、赦免、修復式司法和寬恕之間的關係，以及多數人認為對部分惡性重大的殺人犯，唯有死刑才是真正的處罰，而且也確實有部分推動廢除死刑的團體與個人主打寬恕之故，因此人們常認為廢除死刑和寬恕息息相關，甚而認為因為唯有死刑能真正懲罰部分殺人犯之故，而認為廢除死刑就是原諒、寬恕死刑犯、廢除死刑就是對壞人寬容，甚至國家廢除死刑就是慷受害者之慨，給壞人寬容，而由於確實有許多受害者家屬最期盼的就是殺人者死（見心理補償與被害人權益回復一節的說明），以及死刑可能確實有助維持治安之故，因此廢死團體與人士常常受到指責。

### 廢除死刑與民主的關係
有觀點認為廢除死刑與民主相關，維持死刑是很多極權國家的特徵；然而死刑存續與否，與民主未必有關，也與持不同政見者的生命安全關係未必有關連，廢除死刑的國家也未必更尊重生命。像世界最早廢除死刑的委內瑞拉，就被認為不是一個高度民主的國家，委內瑞拉更曾在2003年傳出三名反對當時委內瑞拉統治者查維茲的人士遭到殺害的消息。

### 法理

#### 法律邏輯
- 死刑支持者方面的觀點

1. 公權力之執行與私人行為不可一概而論。所以法律可以規定「不可殺人」，卻以「殺人」處罰違法者。法律規定「不可妨礙自由」，卻以自由刑處置違法者；規定「不可偷盜財物」，卻以罰金處置違法者，以及法律所授予的強制處分權等。[60]
2. 不判處殺人兇手死刑，可能破壞司法的公平正義，特別在沒有明文廢除死刑的狀況下更是如此。[3]
3. 懲治重大罪行係為維持社會秩序或增進公共利益所必要者，如果憲法沒有明文規範廢死，那判處死刑並沒有違憲問題。
4. 在台灣，是否違憲的有權解釋機關唯司法院大法官之釋憲多數意見書。而聲請釋憲必須是確定終局裁判所適用的法律或命令，有牴觸憲法的疑義時，才可由訴訟當事人提出聲請，也就是唯有定讞的死刑犯有資格對死刑違憲提出釋憲聲請。然而司法院對於死刑犯所提出針對死刑是否違憲的多次聲請釋憲，均採取嚴格的要式受理。例如鍾德樹已聲請3次釋憲均因不符法定程序而不為司法院受理。[61]死刑方主張，歷觀中華民國之大法官釋憲案，亦未曾作出死刑違憲之判定。其中具代表性的為1999年大法官解釋令第476號，該解釋令指出，只要刑罰符合憲法二十三條之正當性，且符合比例原則，即可侵損自由權、生命權等之相關權利。例如「防範煙毒禍害蔓延」之目的極其重要，足以構成「買賣煙毒者得處死刑」之理由。[62]2000年之512號亦重申以上立場。[63]
5. 就法律的角度來看，將罪犯處以徒刑本身就是在「剝奪」自由權而非「限制」自由權[64]，因此援引憲法二十三條的論證未必成立，甚至維持死刑未必是雙重標準，反倒廢除死刑會導致「自由權可剝奪，生命權不可剝奪」的雙重標準。[65]
6. 在實務上，死刑對潛在殺人犯的嚇阻效果可能大於無期徒刑（見下段死刑對潛在殺人犯的嚇阻效果一節的說明），換句話說，「殺人者死」本身可能有助維持治安，在這種狀況下，以比例原則否定死刑的必要性，是很難說得通的。
7. 雖說聯合國人权兩公約當中的《公民權利及政治權利國際公約》的語氣強烈建議廢除死刑，甚至其中的第二任擇議定書有此種要求；然而首先《公民權利及政治權利國際公約》並未要求一定要廢除死刑，再者，通過某項條約，不代表也通過任擇議定書；換句話說，一個國家可以只通過《公民權利及政治權利國際公約》而不通過其第二任擇議定書，在這種狀況下，廢除死刑並非這國家的義務。
8. 對殺人犯判處死刑，有其意義存在，即使死刑無助治安，也有很好的理由不該廢除對殺人罪的死刑，若因為死刑無助治安而廢除死刑，就如開罰單無助減少交通違規而廢除交通法一樣，是荒謬的。
9. 死刑是治安最後的防護網，不應該將之廢除。[66]
10. 不是所有的罪犯都「有教化可能」[66]，甚至有無教化可能未必是需要考量的事情，更不要說「有教化可能」和「兩公約」已成為部分法官不判處惡性重大殺人犯死刑的藉口，以教化可能拒絕判處殺人犯死刑的做法也受到非議[67][7]；部分殺人犯的悔過也是假的。[66]

- 死刑反對者方面的觀點

1. 從邏輯的層面辯證：法律規定「不可殺人」，卻以「殺人」處罰違法者，自相矛盾。
2. 主張生命、人格與自由、財產的本質差異。人的生命是不可讓渡的、即使主觀想要自殺或請託他人殺害自身，別人也不會因此取得合法殺害他的權利（如:《中華民國刑法》「加工自殺罪」），各國也有阻止自殺的相關社會措施（包括中華民國已於2019年6月19日制定自殺防治法[68]）；人的人格與尊嚴也是不可讓渡的、即使主觀想要作為人口買賣 的客體，他人也不會因此取得買賣人口的權利。自我羞辱或傷害之自我處分名譽、身體之事項雖未為法律所禁止，但在正常文明社會裡也很難容忍。但是相反地，只要簽訂契約，人們可以主動讓渡部份自由與財產（如：租屋契約的房屋使用規定及租金給付、工作契約規定勞務內容及薪資給付等、財產捐贈），而國家則可以依據法令而徵兵、收稅、設立營業、駕駛等證照制度，而不需要個別的簽訂契約。這是這些人權本質上的差別，從法理上反對死刑就是在強調這個差異。若發生錯判誤判，徒刑、罰金容易救援補償，而一旦喪失生命卻無從補救。
3. 人的自由、財產可以依程度做出不同的限制，有如光譜般的關係，但生命只有零與一，非有即無，無法部分的限制。死刑剝奪一個人的全部人格，違背人性尊嚴。
4. 在台灣，有人主張死刑違憲[69]。《憲法》第十五條規定：「人民之生存權、工作權及財產權應予保障。」而第二十三條規定：「以上各條列舉之自由權利，除為防止妨礙他人自由，避免緊急危難，維持社會秩序或增進公共利益所必要者外，不得以法律限制之。」廢死方則認為，二十三條僅允許法律「限制」其「自由權利」，但死刑「剝奪」生命權（包括建立在生命權上的一切權益），故不合憲。在台灣，深耕此議題者為廢死聯盟；太陽花學運要角陳為廷、林飛帆、魏揚等青年意見領袖，於2014年台北捷運隨機殺人事件後，胥皆表達不支持死刑的立場。[70]
5. 有人則指出，死刑儘管可能有合目的性，但在嚇阻力不超過無期徒刑的狀況下對人民的侵害大於無期徒刑，因此不合於最小侵害性，因此死刑不合憲[71]。
6. 聯合國人权兩公約雖然沒有直接規定要廢除死刑，但公民及政治權利國際公約第六條規定：必須是情節最重大之罪，且依照犯罪時有效並與本盟約規定及防止及懲治殘害人羣罪公約不牴觸之法律；受死刑宣告者，有請求特赦或減刑之權；並且，本盟約締約國不得援引本條，而延緩或阻止死刑之廢除。
7. 死刑剝奪罪犯悔改機會，重新教化、讓人再次回歸社會，是現代刑法的一個重要功能，死刑是完全否定了一個人改過的可能，不符合現代法律讓人回歸社會的目標。[31]

#### 刑罰上限
死刑作為剝奪生命權的終極刑罰有天然的上限，生命只有一條，無法藉由法律而改變。
廢死方主張，如果死刑存在，犯下死罪者若知曉其後果，或在邊際刑罰為零的情況下，可能不擇手段逃避追捕，例如殺害被害者湮滅證據、襲擊警察或挾持路人，造成更多無辜者受害；或者有意自殺者以恐怖攻擊拉人陪葬等，故廢除死刑有保護受害者和社會之作用。
在台灣，部分死刑支持者認為，若非先有撕票、襲警、殺害無辜者等兇殘行為，在中華民國現行實務下，幾乎不可能被判死刑，故此說係因果倒置。只要刑罰有上限，皆會面臨此問題。即便以終身監禁、無期徒刑、若干年有期徒刑取代死刑作為最高刑罰，犯下最高罪刑的惡徒仍有「不擇手段」的問題；甚至一些人認為一旦拿掉死刑，一些殺人犯的手法反倒會變得更加兇殘、犯案更加肆無忌憚。
美國印第安納州政府的一篇文章提到說，儘管處罰應當要與犯罪者的罪行成比例，政府讓刑罰合於犯罪者行為的能力並非無限的。

### 他方意見

#### 訴諸國際社會
根據國際特赦組織（Amnesty International）的統計，2012全世界有140個國家廢除及不使用死刑，其中97國廢除所有死刑，8國對一般狀態下、非戰時廢除所有死刑，35國法律保留死刑，但實際上超過十年未執行死刑；維持死刑的有58個國家（這58個國家中，有21個國家在2011年有執行死刑）。也就是說目前全球有差不多2/3國家廢除死刑或長期不使用死刑。而聯合國大會於2007、2008兩年通過決議，呼籲全球停止使用死刑。歐盟的官方立場很明確為廢除死刑，要成為歐盟會員國必須廢除死刑。美洲、非洲也都出現區域性的文件、宣言，呼籲區域中的國家停止或廢除死刑。關於各國死刑現狀及聯合國對死刑的立場，可見國際現況一節的說明。
一些說法認為，廢除死刑是國際趨勢，而任何國家都不能置身國際事務之外，因此任何國家都必須認真考慮是否該廢除死刑，而旨在主張、推動廢除死刑的文宣也常常指出「廢除死刑是世界人權趨勢」這點。
支持死刑方則指出，維持死刑的國家佔全世界人口的65%，而美國、日本等皆為（對內）人權記錄優良的国家，且都維持死刑。一些國家廢死並非基於其實際優點，而是因政治考量，例如歐盟規定其成員國廢死，香港則是在英國殖民時期隨英國廢死，而一些廢除死刑的國家，可能會在維持死刑的國家提出司法方面的協助時，以不判處相關罪犯死刑為換取司法合作的先決條件，像歐盟就曾規定說，除非美國承諾不執行特定罪犯的死刑，否則歐盟不會將逃亡至歐盟的逃犯引渡至美國；廢除死刑的瑞士，其政府也曾以中華民國承諾不處決汪傳浦為先決條件，好換取瑞士政府及銀行向中華民國提供拉法葉軍購案重要涉案人物汪傳浦名下的帳簿和該案的佣金流向資料的意願；另外，因為一些盧安達大屠殺的發動者逃到會拒絕將罪犯引渡至有死刑的國家之故，因此盧安達國會於2007年投票表決廢除死刑，好增加這些罪犯被引渡回盧安達受審的可能；而這些事情顯示了一些維持死刑的國家可能會因為維持死刑的決定，而在司法辦案方面，受到來自廢除死刑國家的壓力；另外，許多廢死國是基於天主教和東正教的文化背景。因而，廢死是否真能增進國際地位，值得存疑；此外，有些人主張，在社會環境到達這些國家的水準以前，不宜廢死；不僅如此，由於死刑存廢中許多研究皆僅立基於研究所在之單一國家，而未考量其研究狀況用於不同文化時之差異，對於生命權與自由權的看重程度與優先順序，可能因文化與先進程度而不同，故其研究對於不同文化下的罪犯並不能保證具有相同之結論。政策之制定不宜邯鄲學步，應考量社會風俗民情之差異。
除此之外，雖說他山之石可以攻錯，任何正常國家也都不能置身國際事務之外、不把國際慣例當一回事，參照國外正確的作法本身更是無可厚非的；但另一方面，國際趨勢未必是正確的，就算是持續相當一段時間的國際趨勢也是如此，況且國際趨勢本身也是會改變的。像例如在十九世紀晚期到二次世界大戰前，出於優生學而對智能不足者強制絕育，曾一度是國際趨勢，在二戰前包括美國在內的許多國家都訂立了相關法規，但在二戰後大家逐漸認識到這種做法的危害，因此多數國家最終廢棄了強制絕育的規定，因此有理由認為所謂的「越來越多國家廢除死刑，所以某國也該廢除死刑」這種說詞，是一種訴諸新潮的謬誤，因此不能用做主張廢除死刑的理由。
不僅如此，一些國家廢除死刑的真正目的，可能要保護曾犯下重大侵犯人權罪行的人，不受到死刑的處罰，像例如有證據顯示，聯邦德國的廢死，最早來自右翼政黨的提案，原先目地並非是一般罪行的兇手，而是企圖阻礙盟軍對納粹戰犯執行死刑；另外羅馬尼亞在1990年廢除死刑時，也因人們認為这是前共产党人逃避惩罚的一种方式之故，而引發要求恢復死刑的抗議活動。因此不能認為廢除死刑就一定是注重人權的表現，甚至可能正是因為這國家不願反省過去政權的錯誤，所以才試圖透過廢除死刑來保護可能犯下重大反人類罪行的舊政權餘孽的。

#### 訴諸民意
人們對於死刑存廢是否能交由民意決定，有不同的看法；而在實務上，曾經有政府將死刑存廢交由民意決定，美國加州曾在2012年舉行死刑公投，公投的內容為民眾是否支持通過34號提案（Proposition 34），而34號提案的內容，簡單地講，就是「加州廢除死刑」，所以一旦公投結果為通過34號提案，那加州就會廢除死刑，但若公投結果為不通過34號提案，那加州就會保留死刑；而盡管支持通過34號提案的一方，花費在宣傳方面的經費，是反對該議案的六倍以上，最後公投的結果是52%的投票人反對通過該議案，而48%的人支持通過該議案，因此議案最後並未通過，加州繼續保留死刑。
- 支持將死刑存廢訴諸民意的看法
  - 社會上對維持殺人罪的死刑，可能有極強的共識，死刑存廢爭議可能只是少數人興風作浪。[3]
  - 一些人認為，民意應有權力決定是否保留死刑，政府的決策不該跳過民意。[77]當廢除死刑還未成為國家全體國民的社會共識時，跳過全民共識決定這一階段而以各種手段讓政府貿然停止死刑（或政府不經過民意的決策而停止死刑）並強迫國民接受要廢除死刑，這不符合民主國家之程序，且漠視國家公民之人權；而大眾對相關議題未有深入了解這點，也不該作為跳過民意的理由。
  - 此外一些說法指出，罪犯人權和弱勢者人權不該輕易等同，因此即使多數決原則因為有威脅少數弱勢者權益之可能而不適用於決定弱勢者的人權，死刑存廢依舊可透過公投這種訴諸多數決的做法決定[78]，也就是說死刑存廢和其他犯罪相關的議題在本質上，和諸如人民要不要繳稅、生病了該怎麼辦、地球是否繞著太陽轉、投票強迫富人分財產、浮濫徵收與徵用土地及財產、任意增加社會福利留下巨大負債給後代子孫、排擠或霸凌少數群體、多數暴力或法輪功等信仰是否該禁止等，此類本質上不能交由多數決決定的事項或有別。

- 反對將死刑存廢訴諸民意的看法
  - 一些人認為，民意不能做為實行死刑、或是侵犯他人基本權利的藉口，類似的做法有：投票強迫富人分財產、浮濫徵收與徵用土地及財產、任意增加社會福利留下巨大負債給後代子孫、排擠或霸凌少數群體、多數暴力、投票決定不要繳稅、因為多數人討厭法輪功等信仰而禁止法輪功等。
  - 另外，一些看法認為，大多數民眾未必對此議題深入瞭解，所謂的民意常常受到資訊不足、偏頗報導、或錯誤認知的限制與扭曲，或是一時一地的片面認知、受到蒙蔽。政治領袖是被人民推選出來做決定的，應該負起教育民眾及引領民意的責任。[79]

- 其他相關見解
  - 一些人認為，死刑執行與否僅是國家其中一項政策而已，民意是人民對於國家施政的意見，包括治安、國防、消防、社會福利、教育、經濟、交通、建設等，倘若認為執行死刑是重視民意，而不重視其他民意面向，或其時機被懷疑係轉移模糊社會焦點，就不能說是真的重視民意。[80]
  - 另外有人認為，廢除死刑的反對率其實可以降到很低，只要司法系統的判決盡量符合以下前提：「重罪就會重罰」[註 6]、「不要過份保護重罪犯隱私權」、「該監視的出獄者就嚴格的終身監視（潔西卡法案）」、「惡性最重大的罪犯不可能出獄或脫離監視」、「真實破案率夠高」及「司法會認錯」，降低民眾對於惡性犯罪的恐懼，滿足安全感，民意就不會這麼的反對廢死。

## 實務問題

### 死刑對犯罪的影響

#### 死刑對潛在殺人犯的嚇阻效果
死刑對殺人的嚇阻力，或稱威嚇力，是死刑存廢問題的主要焦點之一，雖然有說指出，比起死刑，社會的經濟狀況以及讓惡劣環境生活的婦女墮胎等其他的一些變因，更能解釋謀殺犯罪率的變化，但這不表示死刑本身對謀殺犯罪率沒有解釋力，因此這些狀況要和死刑本身對殺人的嚇阻效果分開來看，不當混為一談。認為死刑可嚇阻犯罪(尤其是謀殺)的觀念，是主張死刑制度的重要理由，也是多數贊成死刑（或反對廢除死刑）民眾的一個重要的想法，而死刑若對殺人明顯有更強的嚇阻效果，就代表死刑能保護更多人不受殺害，而死刑對於殺人犯罪，甚至是其他犯罪的影響也是死刑存廢的重點議題；而有鑑於多數國家在多數狀況下死刑都是施用於殺人犯之故，因此一般討論死刑嚇阻效果時，主要都以死刑對謀殺罪的嚇阻效果進行討論。一直都有研究對歷年之死刑執行人數與命案犯罪率或犯罪率作分析，但盡管有部分研究認為死刑對殺人有更強的嚇阻效果，但另一方面，也有非常多基於犯罪量化數據且支持死刑對殺人有更強嚇阻效果。
廢死方往往舉曾暫停或減少死刑執行之國家為例，描述減少甚至停止死刑前後犯罪率無明顯差異，據此主張死刑無嚇阻力；不過另一方面，不斷有研究指出死刑的嚇阻效果，這其中包括Naci Mocan等傾向廢除死刑的人做的研究，一個綜合1996年至2010年關於美國死刑嚇阻效果的24篇研究的列表顯示，在這24篇研究中，有17篇明確指出死刑有嚇阻效果，有5篇明確指出死刑沒有嚇阻效果，兩篇則認為嚇阻效果不明確；而这两篇論文中，有其中一篇指出死刑嚇阻效果存在，但證據薄弱。另外在這24篇研究中，其中一篇（Yang & Lester, 2008）為對死刑嚇阻效果的後設分析，而該篇後設分析明確支持死刑有嚇阻效果的說法，但該篇文章也說，死刑嚇阻效果的呈現結果，和研究所用的方法相關，；一些說法認為支持死刑嚇阻效果的研究，有方法學和其他方面的錯誤，因此不甚可信，但不是所有的人都認為這些批判是公允的，因此目前不應該在未實際檢視所有支持死刑嚇阻效果的研究的狀況下，就自動認為所有支持死刑有更強嚇阻效果的研究，都因為方法學或其他方面的問題而是無效的；換句話說，綜合對死刑嚇阻效果的研究，應該認為死刑有助抑制殺人犯罪的可能性存在，不能認為死刑必然無助治安。
- 支持死刑有助治安的觀點

1. 倘若採取功利主義來考慮刑罰嚇阻力的觀點，在其他條件不變下，當死刑判決有嚇阻力時，可以減少未來國民成為犯罪被害者的機率，這是死刑的效益。[87]
2. 死刑支持者认为监禁对于重刑犯来说就已经没有威慑力；重刑犯只会对死刑感到恐惧；而確實有殺人犯對死刑感到恐懼；[88]而確實有些殺人犯會想到死刑的可能性，因此可以預期說一些潛在的殺人犯會僅僅因為死刑而放棄殺人的念頭，討論死刑是否對潛在殺人犯有嚇阻效果時，不考慮或許真的有人僅僅因為死刑而放棄殺人，最後因而沒有獲罪的狀況，會犯下倖存者偏差的錯誤，更是忽略人性的複雜面與『人大抵都怕死，但有些人確實關不怕』的事實的一廂情願的思考；所以可以合理地認為，若廢除死刑，很可能會有更多人殺人，凶殺案會因此增加；[89]換句話說，死刑可能能夠保護更多人不被殺害，也因此更能保障人權。
3. 一些人認為廢除死刑後，受害者家屬可能會因爲感到不滿而尋求私刑復仇，因此廢除死刑後私刑會增加。[78]
4. 即使廢除死刑不會導致更多凶殺案，一些殺人犯的手法可能會因此變得更加兇殘。

- 反對死刑有助治安的觀點

1. 多數殺人犯在犯罪前根本不會想到死刑，因此即使多數殺人犯和平常人一樣會恐懼死亡、恐懼死刑，也可以預期說死刑可能其實根本沒有嚇阻效果。
2. 死刑可能反而會激勵想自殺卻不敢自己動手，或是想順便拉別人陪葬的人殺人。這種狀況下，死刑反而會如他們所願，而無端犧牲他人的生命法益；[90]像是中國就曾經有李占雙在監獄中殺人只為讓自己被判處死刑的例子。[91]
3. 在死刑無助治安的狀況下，考慮死刑可能的人權侵害，如冤獄錯殺等，應該透過比例原則，將死刑從法律中移除。
4. 在實務上，對死刑嚇阻效果的研究顯示，死刑嚇阻力不夠明確，甚至根本不存在。

- 支持死刑有助治安的研究

一直都有基於犯罪數據的量化研究，支持死刑具更強嚇阻效果的觀點，如1996年至2010年關於美國死刑嚇阻效果的24篇研究中，有17篇明確指出死刑有嚇阻效果，有5篇明確指出死刑沒有嚇阻效果；而兩篇則認為嚇阻效果不明確；另外，比起沒有死刑的國家，在經過人口加權後，有死刑且執行死刑的國家，謀殺犯罪率明顯較低；另外消息指出，南韓在1998年停止執行死刑後，謀殺率顯著增加。
- 反對死刑有助治安的研究

有部分基於犯罪數據的量化研究，反對死刑具更強嚇阻效果的觀點，像例如澳洲於1960年代中期執行了最後一個死刑，但殺人犯罪率長期而言無明顯變化。奈及利亞的研究亦未發現死刑減低命案犯罪率之效果；而在台灣，有碩士論文指出，臺灣執行死刑次數的多寡對殺人和一些重大犯罪的犯罪率未必有影響；此外根據美國犯罪防治的統計，所有執行死刑的州整體來說，其犯罪率並沒有低於廢止死刑的州；在廢止死刑的州，其襲警案件的機率比起保有死刑的州來得低；廢除死刑的州比起實施的州，其囚犯及獄政人員遭到終身監禁者的暴力攻擊機率為低。
- 認為死刑嚇阻效果沒有定論或模稜兩可的看法
  - 2007年《紐約時報》提及，死刑嚇阻力的研究沒有一致結果的原因之一是因為死刑數量太少，大約300個謀殺才有1個死刑。[94]
  - Joanna M. Shepherd亦為死刑反對者，他在2005年發表的研究表示，1977至1996年的美國，只有每年處決9人以上的州，死刑才有嚇阻作用[95]。

- 其他觀點和研究
  - 儘管美國支持死刑者多於反對死刑者，然有研究指出，62%的美國人不相信死刑對謀殺具有嚇阻效應。[96]
  - 重罪犯在被捕前就屬於高死亡風險族群，他們在死囚監獄內的死亡率，還比在監獄外的死亡率低，而這可能使得一些殺人犯在殺人時不會認真考慮死刑的可能性；[97]另外，日本曾有人說，他接觸過145名殺人犯，而這145人當中，沒有人在殺人前想到死刑，有4人在殺人途中想到死刑，殺人後有29人想到死刑。[98]
  - 一些說法認為，比起死刑，其他的一些變因，如社會的經濟狀況等，更能解釋謀殺犯罪率的變化。[14]
  - 英格蘭於1966年廢止死刑，廢止後二十年內殺人犯罪率上升了60%，但上升幅度遠低於其他犯罪種類，例如暴力犯罪率上升了160%。
  - 一些人認為，即使嚇阻效果不明確，死刑也依舊需要執行，像例如美國馬凱特大學的政治學教授約翰·麥卡丹（John Mcadam）就曾說「如果我們處決殺人犯，而死刑其實沒有更強的嚇阻效果，那我們就只是殺了一堆殺人犯；如果我們不處決殺人犯，而死刑可以更好地嚇阻謀殺，那我們就等於是殺了一堆無辜人士。在這兩者間，我寧可選擇前者，對我而言，這不是一個困難的問題。」[註 7][99]

#### 隔離罪犯
終身監禁不得假釋取代死刑較直接性地廢除死刑受民意支持，但是一些人則認為無假釋機會將造成獄政管理上的困難。若能擬定良好的政策，規定以終生監禁犯人可以依表現在若干年後移至條件較佳的監獄、或增給福利與獎勵，來取代假釋，也可以是解決許多管理問題的一種手段；而且若獄政管理良好，幾乎不會發生越獄問題。又，以懲罰的觀點來看，終身監禁的人犯必需長期生活在監獄裡面而被剝奪人身自由，比起死刑一槍斃命，更具痛苦性及威嚇效果，若發覺是誤判或冤枉，也有辦法救援。
另一方面，死刑支持方認為，死刑有一重要功能是能將重罪犯一勞永逸地隔離，終止他們再對社會造成危害的可能，或者說死刑是唯一能確保殺人犯不會再犯下殺人罪的方法。，而以下是以終身監禁取代死刑可能造成的問題：
- 雖然有可得數字顯示，謀殺者被放出後，再犯下其他謀殺罪的機率小於2%，謀殺者出獄後再犯其他罪行的機率也較其他種類的犯罪者來得低，[101]但同樣的數據也顯示說謀殺者的再犯率不是零，而殺人犯出獄後再次殺人的具體例子也是存在的，像例如中華民國的殺人犯張添銘等就是殺人刑滿出獄後再次殺人的例子。[5]
- 重罪犯永遠都有可能越獄並再犯，雖說死刑執行前一樣會有逃跑的問題，但隨著時間經過而逐漸升高的越獄風險[註 8]，永遠是自由刑所必須面臨的問題。像例如說在中華民國，雖然罪犯越獄率低，但就算是刻板印象中難以越獄的綠島監獄也曾有徐開喜等越獄成功的記錄。
- 重罪犯亦可能因日後法令修改、假釋門檻放寬、大赦特赦等因素重回社會。像例如中華民國就曾經在2007年發生過減刑出獄的犯人將陌生人打死的事情[102]；此外中華民國也曾有因殺人罪而被判處無期徒刑入獄服刑的戴文慶，在獲准出外探親時又性侵殺人的例子。[5]
- 重罪犯也有在监狱内继续犯下殺人罪的可能，像例如英國的羅伯特·莫斯利，他在殺人被判無期徒刑不得假釋後，又在獄中殺了三人。

### 相關人士權益的實質保護

#### 心理補償與被害人權益回復
受害者權益也嚇阻效果外支持死刑的另一個重要理由，而且有理由認為受害者權益和死刑存廢高度相關，而在一些國家，主張廢除死刑的人也因為確實有很多凶殺案的受害者家屬希望殺人者死之故，而經常受到非難。像例如在日本，瀨戶內寂聽就曾因為透過影片批評死刑制度，且作出「請與這些只想著殺戮的笨蛋們戰鬥吧!」的發言，而被認為是對於受害人家屬的侮辱，因而遭到許多被害者協會成員、受害人家屬及社會猛烈批判；而受害者家屬與廢除死刑直接對抗的事情也經常發生，因此不能認為主張廢除死刑本身以及在司法實務上做出合於廢除死刑價值觀的判決，對兇殺案受害者沒有負面影響。
在死刑存廢當中，死刑支持者一個經常提出的問題是「如果今天你家人被殺，你還會不會主張廢死？」或類似的問題，這問題常被用以喚起對受害者的同理心，藉此論證死刑對於受害者及其家屬的必要性。甚至就連要人不要討論相關兇殺案的新聞，也會被人以類似的話語糾正。由於在公共政策的制定中，同理心也被認為扮演重要的角色，對於任何政策，任何可能受到負面影響的個人，其個人情感都必須納入考量，不然很容易就會出現踐踏個人權益的問題之故。因此不能認為這類的問題是「訴諸情感」、「詛咒」或者「與議題無關」等等。
有理由認為主張廢除死刑或者特定案件不判兇手死刑，確實會直接對受害者家屬造成負面衝擊，甚至對兇手人權的關注，都可能對受害者造成傷害。一份對138個被告被判處死刑的謀殺案的受害者家屬的調查顯示，在這些受害者家屬中，有35%的人認為執行死刑讓他們感到「正義得到伸張」，有31%的人感到執行死刑讓他們「感到慰藉」，而這兩個比例彼此之間並不重合，換句話說死刑對大約三分之二的謀殺受害者家屬是確實有撫慰作用的；與之相對地，這其中總共只有19%的人認為執行死刑「不代表正義得到伸張」或者執行死刑「不會讓他們感到慰藉」；換句話說，盡管不是所有的受害者家屬認為死刑讓他們感到「正義得到伸張」，也不是所有的受害者家屬認為死刑讓他們「感到慰藉」，但對兇手執行死刑，確實有讓至少一部份謀殺受害者家屬感到正義伸張或感到慰藉的效果。
在美國加州對死刑存廢的辯論中，反廢死刑者指出「廢除死刑對受害者與其家屬是殘忍的」，而認為死刑該廢除的一方指出「廢除死刑後（那些本判死刑但因沒有死刑而變成其他處罰的）罪犯的勞動可幫助受害者與其家屬」；在瑞士，2010年8月時，曾有謀殺受害者家屬提出一個憲法修正案，提議對伴隨性暴力犯罪的謀殺罪行判處死刑。這法案很快就成為公眾的焦點並被政治領袖給嚴厲地批判，在正式提出後的第二天就被撤回了。
- 支持死刑有助撫慰受害者的看法
  - 有支持死刑的觀點指出，死刑象徵受害者遺族的痛苦與加害者罪行的終結[49]；對一些受害者家屬而言，看見兇手被處死也代表正義得到伸張[116][117]，而如上所述，也確實有研究支持死刑對相當一部分的受害者家屬有這種功能。很多相關罪案的受害者家屬也確實希望兇手以死作為代價，雖說這確實有復仇的成分，但希望對兇手復仇的心理被認為是合情合理的，而也正是因為受害者家屬常有這種期望之故，因此希望政府不要處死兇手的作法，不論怎麼說，都容易都會被認為是要求受害者原諒兇手；另外雖然說刑事主管處罰，民事主管賠償，但民事上有懲罰性賠償的做法，這說明懲罰與賠償並不完全是涇渭分明的。
  - 在沒有被判處死刑的狀況下，一些殺人兇手可能是不會表現出任何懺悔的意思的，死刑可能至少能讓一些殺人兇手真誠地體會自己的錯誤；而殺人兇手毫無悔意的行為，常常使得受害者家屬對兇手更加憤怒。像例如中華民國的王鴻偉及日本光市母女殺害事件的兇手福田孝行，都是在死刑判決出現後才多少表現出懺悔意思的例子。
  - 一些意見也認為，受害者在現代司法審判的過程中未得到應有的重視[118]，在中華民國，朱學恆也曾經在2010年三月號召群眾上凱道，好喚起政府與大眾對謀殺受害者家屬真正想法的關注[119]，也曾有受害者家屬因為最高法院未判殺人兇手死刑而企圖前往最高法院抗議的新聞[120]。另外，一些人因為對謀殺受害者的同理心而反對廢除死刑。且雖然說廢死團體認為廢除死刑與受害者家屬彼此不互斥，但一些看法認為，受害者家屬的是死刑存廢的核心議題之一。[103]
  - 有時對惡性重大謀殺案件的受害者而言，兇手被判處和執行死刑可能就是對受害者最大的補償，不判處殺人犯死刑是在踐踏受害者權益[3]，像例如在台灣，身為綁票與謀殺案受害人之母的白冰冰說，謀殺受害者家屬真正要的是尊嚴、公道[121]，並以死刑是受害者家屬「唯一的公道」為由支持死刑[122]，而也確實有研究顯示，對殺人兇手執行死刑有助慰藉受害者家屬，或讓受害者家屬感覺正義獲得伸張。

- 反對死刑有助撫慰受害者的看法
  - 一些看法認為，有時處死犯人對受害者方無實質幫助，反而可能有害，要求死刑甚至可能導致加害人拒絕道歉、賠償。若改為終身監禁或長期徒刑，加害者可透過獄中勞動等方式補償受害者家屬。而且，刑罰、憤怒、責怪，實際上對於受害者家屬是無法得到真正的支持與幫助的。
  - 此外，不是所有的受害者家屬都一致地認為兇手該去死[103]。有反對死刑的觀點指出，對某些受害者遺族而言，死刑不僅不能撫慰他們，反還是種冒犯，只会徒增更多的痛苦、再次破碎另一個家庭而已。[51]
  - 臺灣有碩士論文研究認為，被害人與其遺族真正需要的是實質的幫助，死刑存在與否對受害者沒什麼幫助，並論及配套措施的重要性。[123]

- 認為死刑無關受害者權益的看法
  - 一些人主張，死刑和受害者權益關係不大[103]，死刑制度之補償作用微不足道，且死刑作為國家的刑罰權之一部分，與賠償回復功能的民事不同，手段與目的之實質關連性薄弱，法律不應為此理由殺人，要幫助受害者，要做的是推動實質具體的補償、扶助、照顧措施，保護被害人不受二次侵害，以及改善司法（如：讓被害人也可參與訴訟、協助被害人向加害人請求民事賠償）解決此問題，甚至有說認為認為死刑是政府掩飾自身沒做好受害者權益的藉口。[116]
  - 在臺灣，大眾常指廢除死刑者「只為罪犯爭取權益，而漠視受害者權益」，而這說法並非沒有根據，確實有受害者家屬感到自己不受廢死團體支持、覺得自己受到二度傷害甚至被廢死團體欺負[6][7]；但有人指出，儘管在死刑存廢爭議中，使用「人權」這詞沒有太大的意義，但受害者與其家屬的權益在實質上和死刑存廢爭議關聯不大。[78]此外有說指出，「一個常見的觀點認為反對死刑者是沒有想到受害者的。若是在討論對受害者的（應當要做的）補償的話固然該更關注受害者，但討論死刑時，焦點其實是在社會正義而非受害者個人身上的。」[124]
  - 要保護人民的權益，應做的是預防犯罪的發生，除正確行為觀念的灌輸外，在美國便有一個[125]的團體即主張：國家不要以被害人之名義處決。他們並主張死刑不是受害者家屬要的正義。[126][127]

- 犯罪受害經驗對死刑支持度的影響
  - 在臺灣，有研究指出，女性中有暴力犯罪受害經驗的反倒較無此經驗的不支持死刑，而男性暴力犯罪受害經驗的有無對死刑支持與否則未必有影響。[128]另外美國有研究顯示，自身的犯罪受害經驗對死刑支持無顯著的影響，但認識的親友中有人成為暴力犯罪受害者的那些則較傾向支持死刑[129]。

#### 保護罪犯家屬
一些說法主張社會對於犯罪者家屬或是犯罪者周邊的人並不友善。這樣的氛圍使這些人畏惧記者，擔憂記者斷章取義，又或擔憂不管說了什麼、記者再怎麼忠實傳播，只想用自己觀點批判人的人依然會拿著新出爐的資訊，再對這些犯罪者認識的人進行二度傷害。所以將犯罪者處決，往往是讓牽連在事件中的人，獨陷孤絕的深淵。而社會對罪犯家屬不友善也是確實存在的狀況，像例如日本奧姆真理教的創始人麻原彰晃的三女松本麗華，曾在在2004年3月、4月分別被和光大學和文教大學拒絕入學，原因都是怕其父的身份會影響其他學生的情緒。
但另一方面，盡管罪犯家屬因為家人犯下滔天重罪之故，可能飽受社會壓力，但至少一些罪犯家屬對自己犯了大罪的親人，可能感到徹底失望，甚至不會為自己犯下大錯的親人的伏法感到難過，像例如在中華民國，參與白曉燕撕票案的主嫌之一的林春生，他在被警方擊斃後，其父親表示自己對林春生的死一點也不難過，只感到對社會很抱歉；另外日本奧姆真理教的創始人麻原彰晃的四女松本聰香在接受訪談時曾表示自己的父親該因自己的罪行而被處決。

### 司法實務問題

#### 誤判（冤案）問題
誤判是主張廢死的最重要理由之一；然而人們常常認為，誤判和死刑存廢並無關係，而絕大多數減少誤判的實際做法也不牽涉到刑罰種類的存廢，而且雖然冤獄錯殺的可能性可用以主張廢除死刑，但有看法認為，同樣的理由也可被人用以主張廢除無期徒刑等長期監禁。
- 死刑反對者方面的觀點

1. 比起於自由刑與財產刑，死刑是剝奪生命而完全無法回復，若因審判瑕疵（未遵守正當法律程序及無罪推定原則、採認有問題的證據、有罪心證等）錯殺無辜者，將是對人權的莫大侵害，任何個人皆有可能無端遭受指控其並未參與之犯罪。[132]
2. 死刑瑕疵無法避免。人並不是神，什麼情況下判死刑，無法得出絕對明確的分際標準。美國清白專案顯示，美國近年來死刑誤判率至少為4.1%，且這還是保守估計下得到的數字；[133][134]此外，一項對美國1970-1980年代以DNA對維吉尼亞州被控罪的罪犯的研究顯示，美國維吉尼亞州在那段時間整體的冤獄率至少是11.6%。[135]
3. 死刑具歧視性。在不自由的國家，被判死刑的常為貧窮、少數或弱勢群體，甚至被政府利用作為消滅異議人士、不當限縮人民權利的工具。
4. 其他刑事之冤案當事人，尚可按照刑事補償法予以補救（例如，冤獄者可重獲自由，喪失資格或某種權利者予以回復，被罰款、沒收者歸還，服勞動者補償符合市場行情的工資等），並且給予賠償（冤獄者按被監禁的期間計算，罰款加計市場利息歸還）等。

- 死刑支持者方面的觀點

1. 面對冤獄的重點是推行司法改革、改進司法審判品質，盡力降低誤判、冤案的機率，而非刑罰種類的存廢，甚至一些人認為以冤案推動廢除死刑，是在消費受冤案所害的人。
2. 若死刑對謀殺確實有更好的嚇阻效果、能保護更多無辜者的生命，或者有其他的理由相信死刑對殺人是一種具有重要功能與意義的刑罰，那麼因誤判、冤案而廢除死刑，是因噎廢食。
3. 無期徒刑冤獄，葬送人生的黃金時期，也是無法彌補的；無期徒刑對一個人的家庭與社會關係，也一樣會造成巨大的負面衝擊；況且人生有限，受刑人也有可能在關押時等不到平反的機會就在獄中過世，這樣和死刑執行後才發現是冤案沒有甚麼差異。因此同樣的理由不僅可用以主張廢除死刑，也可用以主張廢除無期徒刑甚至長期有期徒刑[來源請求]。
4. 刑事處罰的歧視性普遍存在司法當中，並不是死刑特有的問題；而在極權國家，任何刑罰都有可能被濫用，不獨死刑；而在民主國家，死刑不一定會比其他刑罰更容易被濫用。
5. 司法系統對不同罪行的謹慎程度會有差異，因此在死刑和死刑以外的刑罰的謹慎度不同的狀況下，廢除死刑可能會減少冤案獲得重審的機會，也可能增加殺人罪冤案的機會。

#### 判決一致性問題
在美國，有反對死刑者宣稱：哪些謀殺者會被判處死刑、哪些不會，並不是根據犯罪事實本身來決定的，而和很多與犯罪本身無關的狀況有關，因此誰會被判死刑，而誰不會可說是隨機決定的；此外，什麼情況下判死刑，無法得出絕對明確的分際標準。而支持死刑的一方認為，司法判決有一定的邏輯在；對於一些確實惡性重大的殺人犯，在對殺人依舊可能適用死刑的狀況下，不判死刑反而會破壞法律邏輯。
在台灣，司法體系發展出「有無教化可能」的說法，作為對於觸犯法定刑為無期徒刑或死刑之罪的被告是否會判處死刑的重要量刑基準，並發展出了一系列的標準以決定一個罪犯是否有教化可能；然而這概念並非醫學和心理學領域中的概念；此外，「教化可能」有著「教化」一詞定義不明、實務定位不一致、鑑定的實證方法標準不一等問題；一些人更認為「有無教化可能」是輕判殺人犯的藉口，像監察院長王建煊曾以曾文欽隨機殺人事件批評一些法官判案缺乏同理心，並說：「真希望法官家裡多遭遇一些不幸的事，他們才不會以仍有可教化空間為由，放縱殺人犯了。」甚至包括受害者家屬的一些人認為，積極推動廢除死刑的人權團體使得司法失去應有的公正、讓罪行本來應該判處死刑的殺人罪，因而得以獲得無期徒刑等其他刑罰。

#### 死囚現象
在美國等一些地方，因為死刑執行曠日廢時之故，使得許多死刑犯出現了所謂的「死囚現象」（Death row phenomenon），死囚現象指的是因為等待死刑執行所產生的心理壓力，出現這種壓力的死囚可能會出現幻覺，也會出現自殺傾向。一些心理學家指出，死囚等待死刑的時間一長，再加上死囚牢房的生活條件，會使人出現幻覺、自殺傾向，以及一些危險的瘋狂舉動。莱斯特（Lester）和塔塔羅（Tartaro）做的研究顯示，在1978至1999年之間，美國死囚的自殺率是每十萬人中113人，這比例高於美國一般民眾自殺率的十倍，也高於美國普通囚犯自殺率的六倍。
在美國最高法院，諸如約翰·保羅·史蒂文斯和史蒂芬·布雷耶等大法官，曾多次表示說死刑執行的拖延及死囚對死刑的等待，使得死刑成為一種殘忍且不尋常的刑罰；然而諸如安東寧·斯卡利亞和克拉倫斯·托馬斯等立場較保守的大法官拒絕這樣的看法，他們指出死刑之所以會變得曠日廢時，乃是死囚本身諸如不斷提出上訴等行為，以及站在廢死立場的法官等等造成的。

#### 司法辦案
在美國，死刑的支持者，尤其不相信死刑有（高於無期徒刑的）嚇阻力的支持者，認為死刑的威脅可用以讓被控死刑的被告認罪、自白、立功、作證反對其共犯或揭露受害者屍體所在的位置等来换取赦免死刑。
1. 身為俄勒岡州地區檢查處資深副檢查長（senior deputy district attorney）諾曼‧夫林克（Norman Frink）認為死刑對檢察官（Prosecutor）而言是一項有價值的工具。死刑的威脅能使得被告進入換取終身監禁不得假釋或終身監禁三十年假釋的認罪協商，而終身監禁不得假釋或終身監禁三十年假釋是俄勒岡州除死刑外，另兩項可對罪大惡極的謀殺者判處的處罰。[143]
2. 在華盛頓州檢察官的一起認罪協商 中，被認為自1982年起犯了48起謀殺案的蓋瑞·里吉威 （Gary Ridgway）接受了終身監禁不得假釋的處罰，該州的檢察官藉由免除里吉威氏的死刑，以換取他與警察的合作，讓他帶領警察找出剩下的受害者屍體。[144][145][146]

另一方面，維持死刑可能導致部分國家拒絕司法合作，進而給有死刑的國家製造壓力，而這可能會使部分國家廢除死刑。像例如盧安達國會於2007年投票表決廢除死刑，而這是因為一些盧安達大屠殺的發動者逃到會拒絕將罪犯引渡至有死刑的國家之故；另外廢死支持者則主張，重刑犯可能知道一些重要的事實，在未來可能幫助釐清其他案件。執行死刑有毀滅證據的疑慮，令真相無法澄清，或是冤誤無法逆轉，而使司法伸冤成本提高。若死刑司法程序比照無期徒刑辦理，反而會讓誤判率提高，違背降低誤判產生的理念；然而，一些人認為為了辦案而推遲死刑執行或甚至不執行死刑，可能是不義的，而且實際上沒有理由認為尋求真相、研究殺人犯的心理，與執行死刑間是彼此衝突的。在美國泰德·邦迪案件中，對於延後泰德·邦迪死刑的要求，時任佛羅里達州州長的羅伯特·馬丁內斯曾說「縱容他以被害人的屍體作為談判籌碼是卑劣的行為。」。

#### 審判及執行成本
支持死刑的人士認為，死刑只需幾顆子彈槍決即可了事（且一人一顆），而無期徒刑要關押犯人一輩子，故無期徒刑花費較死刑高，無假釋可能的無期徒刑花費又更高，認為「為何要花納稅人的錢養罪大惡極的罪犯？」簡直如同昂貴無數倍的間接死刑，據以主張死刑的存續。台灣每名死囚每月費用約新台幣兩千元（僅計算伙食費與雜項支出）。在美國也有"在監獄關一年的費用，比讀哈佛一年還貴"的報導；不過主張廢除死刑的人常常主張審判過程的成本必須一併列入考量，而在這種考量下，死刑未必比較便宜，甚至在這種計算下，把一個人判死刑並且執行的費用，平均而言，會比無期徒刑的成本高出几倍。
在美國加州，反廢死刑者認為取消死刑是用「有保證的住房、健康照護和其他的服務等」來取代一個「具有意義且有嚇阻功能的處罰」；認為死刑該廢除的則認為取消死刑「能節省數百萬元的經費，且犯人能終身工作以給予受害者及其家屬補償，此外，多出來的錢能用以解決如此的犯罪，這能使得殺人兇手更快面對正義」。
一個說法認為，即使承認死刑的審判和執行成本等可能比無期徒刑高，但就教育人們不可殺人這點來看，判處殺人者是交易成本最低的方式，而道德勸說和教育等其他能教育人們不可殺人的做法，其成本都高於直接判處殺人犯死刑；換句話說，即使死刑的審判和執行成本等可能比無期徒刑高，判處殺人犯死刑可能依舊是教育人們不可殺人最經濟實惠的做法。
而死刑存廢在審判及執行成本面向，又可區分為刑事追訴成本、刑事執行成本和生命的價值與成本的權衡等議題。
- 刑事追訴成本

在台灣，關押一名囚犯一年約需20萬，無期徒刑囚犯平均服刑年數為30年，而死刑犯羈押年數則會因審判程序而拖延甚久，例如徐自強案便已羈押超過13年，蘇建和案也羈押超過11年。死刑若僅論以行刑及關押戒護的相關成本，在不考慮訴訟審判的卷證成本與其他社會成本下也許相對較低。然而，在訴訟審判時，律師費、進行訴訟的卷證成本、司法官開庭的成本，僅僅一個審級的成本就超過百萬，三審定讞成本便已高於行刑的總成本。更何況在重視人權的民主國家（包括美國、日本、台灣），死刑為求謹慎並防止冤案發生，往往會提供非常上訴等救濟機制，導致救濟審判成本更為高昂，遠超過監禁犯人的成本。此問題在美國尤為明顯。據統計，把一個人判死刑並且執行，在美國大約要花上兩三百萬美金，比無期徒刑的成本高出几倍。部分廢死支持者便據以主張廢死可減低社會成本；不過另一方面，如死囚現象一節所述的，死刑的曠日廢時，以及連帶的各種成本，可能是因為死囚本身諸如不斷提出上訴等行為，以及站在廢死立場的法官等廢死立場有關的人所造成的，也就是說，若死囚不拚命地徒勞求生且法官不把個人的政見帶入法律運作中，那死刑在追訴方面的成本可能不會高於無期徒刑；此外，由於在有死刑的國家，人們可能會認為部分兇手惡性重大的殺人案求處無期徒刑有失公正，或者部分殺人犯缺乏真正的悔意之故，因此求處無期徒刑可能反而會導致比直接求處死刑更多的審判，像例如日本的光市母女殺害事件就是一個開始時求處無期徒刑但檢察官堅持死刑而導致更多審級的例子；而一些看法也認為，對於罪證確鑿且惡性重大的殺人罪，可以而且應當速審速決；此外，一些人指出，死刑案件應當速審速決，不應該拖延太久，不然只會對刑案受害者家屬造成更多的煎熬和痛苦，甚而減少死刑潛在的「警惕世人」的效果，也就是殺人犯判刑確定後應該盡速處決，而超過四五年未執行的死刑可能都算是拖延太久。
然而，由於救濟機制的存在，理論上死刑審判應較無期徒刑正確、誤判率亦較低；又無期徒刑保有事後打官司救濟的機會，可能再增加為數不等的官司成本，僅比較刑罰執行前的審判，可能有失客觀，甚至將審判過程的成本列入死刑和無期徒刑的成本的作法本身，不符合一般人直觀上對死刑和無期徒刑成本的想法。目前為止，死刑與無期之審判成本及審判正確率孰高孰低，尚無確切定論。然而救濟制度的意義正是以金錢和人力換取降低誤判率，本質上與刑種無涉；倘使救濟制度成本過高且證實無法降低誤判率，應改善的也是救濟制度（即死刑司法程序比照無期徒刑辦理）而非死刑制度，故考慮刑種時，救濟制度這個變因應受控制。且假若將無期徒刑上拉到死刑的高度，不排除未來審判成本與訴訟程序也將跟著增加，只單以訴訟程序相比顯然並不公正。
- 刑事執行成本

若單就執行成本而言，死刑只需幾顆子彈槍決即可了事（且一人一顆），而無期徒刑要關押犯人一輩子，故無期徒刑花費較死刑高，無假釋可能的無期徒刑花費又更高，因此光比較執行成本，死刑比較便宜，甚至執行成本可能才是死刑和無期徒刑成本唯一真正需要考慮的部分，因為這是討論相關成本一般人直觀上真正會想到的部分，而這很多人也因此認為廢除死刑是「花納稅人的錢養罪大惡極的罪犯」，是一種金錢成本上不划算、且心理上也難以接受的作法。
在良好的獄政管理下，依據獄政法規，囚犯仍能藉由從事勞動為社會再創造價值，生活費可自給自足。至於監禁費用，則是國家必須負擔的，因為罪犯之所以會從事犯罪行為，作為刑事政策走向的決定者的國家社會也有一部分連帶責任。現時監所內已經關押許多罪犯，包括殺人犯、性侵犯、毒品犯、竊盜犯、強盜犯、詐欺犯等，死刑犯數目甚少，全部處死也無法減少獄政的固定成本。若實行終身監禁不得假釋而果真造成監獄爆滿，以及管理費用大增，也是與獄政管理、刑事政策、社會文化、道德價值觀、社會福利等息息相關。若要避免此問題，可讓不具侵害危險性的受刑人，採行非機構處遇、醫療手段治療因病態心理所造成的問題，甚至對於無具體法益侵害的將之除罪化。死刑支持方則批評，部分國家的獄政管理不佳，有監獄暴滿、空間不足的問題，且人力、醫療照護、心理諮商資源亦相當缺乏，令囚犯創造價值恐難實現，並成為"犯罪進修學校"，若主張廢死，應先改善獄政問題。
- 生命的價值與成本的權衡

生命的價值是不能以金錢衡量的，精神疾病患者、植物人、重症與末期病患、身心障礙者，罕見疾病者，本身沒多少生產力，也需要花費大量人力物力去照顧，即使未來恢復生產力的機率相當低。若以降低成本做為死刑存續主張的依據，就相當於不想負擔這些照護成本就予以遺棄任其自生自滅，甚至故意殺害，這是違背文明社會最重要的基本人性。又，綁匪擄人，若依綁匪的邏輯：「人質可能會逃跑，守著他多麻煩，現在就宰了他以免夜長夢多。」或「撕票吧，不要留活口，這樣每餐還省一個便當。」對綁匪來說，自己的便利比人命重要，錢比人命重要，社會能接受嗎？以方便和省錢做為死刑存續主張，這邏輯與綁匪無異。同樣地，重罪犯是"人格上生病的病人"，不得因其人格有缺失就剝奪其生命，對於所有生命的尊重，是不能以效益為考量。當公民願意多付出金錢心力維護對人的尊重原則，這個原則最終將能消除戰爭、壓迫、歧視等結構性的傷害，也能一併改善對於精神疾病患者、植物人、重症病患、身心障礙者的歧視與壓迫問題，達到真正的平等。也有一種觀念是「可以接受尊重重罪犯的生命權，但只能以金錢為代價、而不能以治安為代價」（可以接受廢死、但應以終身監禁不得假釋來取代）。
但是也有很多人認為，廢除死刑就是對壞人寬容，不論以何種理由主張廢除死刑，廢除死刑就是原諒罪大惡極的殺人犯，而對壞人寬容、就是對弱者殘忍；弱勢族群是對高犯罪率敏感的族群，為了對壞人寬容所增加的各種成本、主要是由弱勢族群支付；且正是因為人命關天、生命權至為重要之故，因此若死刑真的有更強的嚇阻效果、確實有助治安，那就不應該以死刑審判過程較昂貴等理由來反對死刑。

## 國際現況

### 各國死刑現況
根據國際特赦組織（Amnesty International）的統計，2024年，全世界有145國廢除非特殊時期的死刑或長期不施用死刑，其中109國廢除所有死刑，7國對一般狀態下、非戰時廢除所有死刑，29國法律沒有明文廢除死刑但超過十年未執行死刑，維持死刑並持續使用的有53個國家。簡表如下：

各國死刑圖示
廢除一切死刑
廢除非特殊時期（戰時等）罪行的死刑
實際上不使用死刑
法律規定死刑並持續執行

|              | 死刑存廢狀況                                         | 國家數 | 國家數 |
| ------------ | ---------------------------------------------------- | ------ | ------ |
| 廢除死刑國家 | 法律上廢除死刑                                       | 109    | 109    |
| 維持死刑國家 | 法律上原則廢除死刑，但保留在特殊情況下可執行死刑     | 7      | 89     |
| 維持死刑國家 | 法律上維持死刑，但至少十年未執行死刑，或處於中止狀態 | 29     | 89     |
| 維持死刑國家 | 維持死刑                                             | 53     | 89     |

### 聯合國和跨國組織對死刑的立場
聯合國官方反對死刑，聯合國大會於2007年、2008年、2010年、2012年、2014年和2016年等多次大會上通過無約束力的決議，呼籲全球停止使用死刑。歐盟的官方立場確立為廢除死刑，要求成為歐盟會員國必須廢除死刑。美洲、非洲也都出現區域性的文件、宣言，呼籲區域中的國家停止或廢除死刑。
作為聯合國公約的《公民權利及政治權利國際公約》的內容強烈建議廢除死刑，其中的第二任擇議定書更是明確要求必須廢除死刑，但《公民權利及政治權利國際公約》本身並未強制要求廢除死刑。

### 各國民眾對死刑的立場
- 美国：蓋洛普公司從1937年就開始觀察對死刑存廢的意見。當時59%支持死刑。1957年到1972年，反對聲音超過支持聲音，並在1966年升到最高峰：當時有47%反對死刑，高於支持死刑的42%，而有11%對此不表意見。到了1970和1980年代，美國民眾支持死刑的比例有所上升，並在1994年達到高峰：當時有80%支持死刑、20%反對死刑。此後開始下跌，但仍過半數。2023年，53%支持死刑。共和黨支持者比民主黨支持者更傾向支持死刑。[161]在2012年加州死刑公投的結果，52%的民眾反對一項會導致死刑廢除的提案（Proposition 34），而48%的則支持該提案。[76]
- 日本：2010年時，日本有85.6%的民眾支持死刑，比先前（2010年之前）的調查結果都要高[162][163]。
- 中华人民共和国（参见：中華人民共和國死刑制度）：中国大陸多数民众一直反对废除死刑，杀人偿命是传统且普遍的观点。有“不杀不足以平民愤”的俗语，用以评论恶性刑事案件中的罪犯。但部分法学家、政治学家[谁？]则持续支持废除死刑。从实际情况看，中国大陆各级法院也在减少死刑的判决数量。[164]
  - 中国大陆法院的官方立场为“保留死刑、严格控制死刑”。中国最高人民法院在2009年对网民提问的答复中明确表示“严格控制死刑、慎重适用死刑，是党和国家确定的当前适用死刑的基本政策。”[165]
  - 1995年，中国社科院法学所和国家统计局联合进行的死刑存废问题民意调查，显示95%以上的人反对废除死刑。2003年，网易对1.6万名网民的调查，83%以上的人反对废除死刑。2010年，新浪的民意调查，75%的受访者支持死刑[164]。同年，腾讯网所作的民意调查，92%的民众反对废除死刑，8%同意废除死刑[166]。
  - 2011年，云南省高级人民法院二审李昌奎案，由一审死刑改为死缓。面对舆论重压，副院长田成有表示李昌奎案在十年后会是“一个标杆、一个典型”，法院在个案中直接废除死刑的图谋再度引爆舆论。最终，此案再审，改判死刑。2014年5月复旦投毒案引起社會關注，复旦大学部分学生發起签名的《关于不要判林森浩同学“死刑”请求信》最終有177簽名，寄往上海市高级人民法院建议给林森浩一条生路，利用醫學專長造福獄中，并在将来給予受害人父母補償。请求信中以“世界上已经有127个国家废除死刑”所为辩护理由之一[167]。但受害者黄洋的父亲表示不接受请求信的内容，在電視受訪時斥為荒唐，认为学生为复旦投毒案凶手求免死是干扰司法。[168]之後《中国青年报》就死刑存廢发表文章反对废除死刑。[169]反對論點認為中國大陸目前制度是屬於半廢除死刑狀態，也就是「慎殺」的觀念才是世界最先進制度，不必盲從一些歐洲國家誤以為跟他們一樣才是進步。[170]
- 新加坡（参见：新加坡死刑制度）：《海峽時報》2005年的一項調查顯示，95% 的新加坡人認為國家應該保留死刑[171]。
- ：有民調顯示，多達83.1%的民眾支持死刑，只有11.1%同意廢除死刑[172]；另根據一份2009年的民意調查的結果，有66.7%的南韓民眾支持死刑[173]。
- 中華民國（参见：中華民國死刑制度）：研究顯示無論一般民眾、社會菁英或司法官，贊成死刑存在者皆遠多過反對者。約有八成之司法官不同意廢除死刑。1990年有75%、1994年有69%，2001年有79%的民眾不贊成廢除死刑。2006年有76%的民眾表示不贊成廢除死刑，24%贊成廢除死刑；但贊成廢除死刑改採終身監禁的比例為54%。2007-2008年間有79.7%的民眾不贊成廢除死刑，15.9%贊成廢除死刑；而贊成廢除死刑改採終身監禁的比例為56%。[174]2010年後，完全不贊成廢除死刑者的比例在歷次調查中都超過五成，也就是在2010年後，全國絕大多數的民眾認為死刑不論如何都不能廢除[175][176][177]。另外，在2010年有74%的民眾支持死刑；[178]而在2012年做的民調則顯示有76.7%的民眾支持死刑。[179]此外有研究者認為，有些司法官和學者之所以不同意廢除死刑，或許是因為他們覺得廢除死刑的時機尚未成熟。學者謝靜琪則以性別差異探討民眾對於死刑存廢原由，研究顯示「應報主義」的信念可能是兩性支持死刑最重要的原由；而人道主義的信念則可能是反對死刑的最重要因素。[180]2013年2月7日，國立中正大學犯罪研究中心公佈2012下半年一項民調，有高達91%民眾反對廢除死刑，反對廢死的民意創下歷史新高，也由於人們普遍認為廢死聯盟立場偏重加害人方，也造成許多罪犯重罪輕判、或已達到判決死刑的標準卻改判的現象，讓民眾反對的聲音升高。[105][111][181][182]
- 加拿大：2008年時，由通訊社與哈里斯迪塞瑪民調公司共同主持的一項民意調查結果顯示，加拿大民眾有52%反對死刑，39%支持死刑[183]，但在2012年時，由Angus Reid民調公司聯同《多倫多星報》所做的調查發現，在廢除死刑36年後，多數的加拿大人並不太抗拒回復死刑，有61%的人相信，被判謀殺罪的應處死刑[184][185]，然而在「死刑」與「無假釋無期徒刑」兩者間二選一時，有50%的加拿大人偏好無假釋無期徒刑，38%的則偏好死刑[186]。
- 法國：廢除死刑前的1978年有58%支持死刑，31%反對死刑；在廢除死刑後的1987年，則有61%的人支持死刑，35%的人反對死刑[31]。1999年以後，法國反對死刑的比例開始超過支持死刑的比例，2006年，52%的人反對死刑，而42%的人則支持死刑[187]。
- 英国：在2011年八月透過Angus Reid公司的一項調查顯示，65%的英國人支持對謀殺罪恢复死刑，而28%的人則反對。男性和年紀超過35歲的回應者更傾向恢復死刑。[188][189]
- 挪威：民調顯示，每四人中大約有一人支持死刑，其中投給挪威進步黨(挪威語Bokmål形：Fremskrittspartiet或Framskrittspartiet；挪威語Nynorsk形：Framstegspartiet)的支持死刑的比例最高，根據一項2010年的調查顯示，投給挪威進步黨的人中有51%支持死刑。[190]儘管像Ulf Erik Knudsen[191]和Jan Blomseth[192]挪威進步黨政治人物表達了支持對過份的強姦者和謀殺者等的死刑的立場，該黨本身的政策依舊是反對死刑的。[190]根據一項在2011年挪威爆炸和枪击事件之後做的民調顯示，挪威人對死刑的反對依舊是根深蒂固的，有16%的人支持死刑，而有68%的人反對死刑。[193]
- ：以下是Roy Morgan機構多年來對澳大利亞民眾問「根據你的意見，對謀殺者的處罰該是死還是監禁？」(In your opinion, should the penalty for murder be death or imprisonment?)這問題後，民眾回答狀況的變化，其中最近一次在2009年8月的調查是對687名14歲以上的澳洲民眾做的。[194]下為不同年份的結果：

| 日期       | 死刑 % | 監禁 % | 未定 % |
| ---------- | ------ | ------ | ------ |
| 1947年12月 | 67     | 24     | 9      |
| 1953年2月  | 68     | 24     | 8      |
| 1962年4月  | 53     | 37     | 10     |
| 1975年11月 | 40     | 43     | 17     |
| 1980年10月 | 43     | 40     | 17     |
| 1986年1月  | 43     | 41     | 16     |
| 1986年7月  | 44     | 40     | 16     |
| 1987年7月  | 49     | 37     | 14     |
| 1989年2月  | 52     | 34     | 14     |
| 1990年2月  | 53     | 35     | 12     |
| 1990年6月  | 51     | 35     | 14     |
| 1992年5月  | 46     | 39     | 15     |
| 1993年5月  | 54     | 36     | 10     |
| 1995年8月  | 53     | 36     | 11     |
| 2005年11月 | 27     | 66     | 7      |
| 2005年12月 | 25     | 69     | 6      |
| 2009年8月  | 23     | 64     | 13     |

- 資料來源： Roy Morgan Research

### 針對廢除死刑的抗議活動
一般與死刑存廢相關的抗議活動大多針對死刑執行或死刑存續進行；然而對廢除死刑的抗議活動也是存在的。以下是一些針對廢除死刑的抗議活動的例子：
- 在1990年1月7日羅馬尼亞前獨裁者齐奥塞斯库夫婦被處決后不久，救国阵线的领导人以法令废除了死刑，而這引發了一系列要求恢复死刑的抗议活動，這是因為一些罗马尼亚人认为这是前共产党人逃避惩罚的一种方式所致。[24]
- 在2016年5月13日台灣隨機殺人犯鄭捷被執行死刑且遺體火化後，曾有民眾在現場拉白布條，表達對推動廢除死刑的團體與人士的抗議。[195]

## 各國限縮死刑的作法
在法律上正式廢除死刑前，一些國家可能會歷經一段限制或停止施用死刑的時期；而在法律上正式廢除死刑前，各國限縮死刑運用的做法如下，這些做法也會引發爭議：
- 修改與死刑相關的法律，廢除法定唯一死刑，或增列判處死刑的條件（如：不得對精神障礙者判處死刑、判處死刑案件強制上訴），增列執行死刑的條件（如：須經過法務首長簽准、或尋求赦免未成），或限縮適用於死刑的罪名（如：與無關侵害人命犯罪的死刑規定刪除）。
- 法院盡可能不判決死刑[196]。
- 以法律的程序拖延死刑的執行，包括非常上訴、一再更審、借提為他案之人證、或向國家元首尋求赦免。
- 以國家元首特赦、減刑的方式，將死刑轉換成其他的刑罰。
- 停止執行法定的死刑，例如若該國法律規定應由法務首長（或其他有批准、命令執行死刑權限的官員）批准／簽發執行死刑命令者，不批准／簽發任何執行死刑命令。
- 向國際社會公開宣布停止執行死刑，或以政府命令的方式宣布停止執行。

而為求降低廢除死刑的民意阻力及滿足社會對治安的需求，廢除死刑前後會採取的配套措施包括：在法律裡訂定真正的「永久監禁」、可讓法官不判處死刑即可永久隔離罪犯；加重重大暴力犯罪的法定刑期；延長重大暴力（如具有虐待性質者、性侵）犯罪者、高再犯率犯罪者（尤指性侵、連續犯）的平均服刑時間；延長無期徒刑的假釋年限；監控已假釋或出獄的重大暴力罪犯（尤其是高再犯率者）；建立難以越獄且讓罪犯身心負擔很重的監獄、專門關重罪犯。有統計數據認為，死刑無法減少犯罪，但延長監禁時間則很有效；許多法官也會因此認為不需要判處死刑即可達到永久隔離、嚇阻犯罪的目標，而減少死刑的判決。
然而這些限縮死刑運用的作法本身會引發爭議，尤其在法律上並未明確廢除死刑時更是如此，像是以法律程序拖延死刑執行的各種作法，如非常上訴、一再更審等，會引發人們浪費司法資源的顧慮，也會增加人們對律師的厭惡，同時如上述刑事追訴成本一段所言，這類的拖延和額外成本可能跟推動廢除死刑有關，因此也不能認為廢除死刑是解決此類司法資源浪費的做法；而如上判決一致性問題所言，對部分罪犯不判處死刑，可能會破壞司法運作的內在邏輯，減少死刑判決的作法也會讓一些人認為法官在應該判死刑的案件中不判死刑的作法有失公正，甚而引發「恐龍法官」的批判，進而破壞社會對司法和法官的信任，因此不能說不相信司法卻要求殺人者死的心態是一種矛盾；法務部長或其他有權核准執行死刑的官員在死刑犯罪證確鑿、案件無爭議的狀況下長期不批准／簽發執行死刑命令的作法，也會引發官員失職甚至瀆職的疑慮。

## 外部連結
- 台灣廢除死刑推動聯盟 （页面存档备份，存于）
- 死刑存廢之探討 [永久]，行政院研究發展考核委員會。
- 應否廢除死刑-公民會議 [永久]
- 「死刑存廢：道德、政治與法律哲學的觀點」座談會
- 死刑存廢與民眾對死刑與刑罰之看法

- 反對執行死刑的機構（英語）：
  - American Civil Liberty Union : Death Penalty （页面存档备份，存于）
  - Amnesty International, USA Program to Abolish the Death Penalty （页面存档备份，存于）
  - American Friends Service Committee （页面存档备份，存于）
  - Church of the Brethren （页面存档备份，存于）
  - Citizens United for Alternatives to the Death Penalty （页面存档备份，存于）
  - National Coalition to Abolish the Death Penalty （页面存档备份，存于）
  - Death Watch International

- 贊成死刑的連結（英語）
  - Pro Death Penalty Webpage （页面存档备份，存于）
  - Prodeathpenalty.com （页面存档备份，存于）
  - - "The feeble 'arguments' against capital punishment", by Jeff Jacoby （页面存档备份，存于）
  - In Favor of Capital Punishment （页面存档备份，存于） - Quotes supporting Capital Punishment
  - 完全破解廢除死刑 的部落格 （页面存档备份，存于） - udn部落格